# Unione Internazionale della Gioventù Socialista
L'Unione Internazionale della Gioventù Socialista (in inglese: International Union of Socialist Youth, IUSY) è l'organizzazione giovanile dell'Internazionale Socialista.
Raggruppa tutti i giovani aderenti e iscritti alle giovanili dei partiti che compongono l'Internazionale. I giovani dei partiti socialisti e socialdemocratici europei sono raggruppati anche nella YES (Young European Socialists), la sezione giovanile del Partito del Socialismo Europeo, a sua volta facente parte della IUSY.

## Storia
Il 24-26 agosto 1907 venti rappresentanti dei giovani di tredici paesi si riunirono alla Casa dei sindacati di Stoccarda per fondare l'Internazionale della Gioventù Socialista (SYI). Il primo presidente fu Karl Liebknecht. Nel congresso fondativo furono definite tre missioni principali per il movimento: la lotta contro la guerra e il militarismo; l'impegno per migliori condizioni di lavoro e di vita; la promozione dei valori socialisti nelle nuove generazioni.
Durante la prima guerra mondiale, l'Internazionale della Gioventù Socialista continuò il suo impegno per la pace anche dopo la chiusura del suo ufficio internazionale a Vienna. Mentre molti partiti socialisti europei si arresero all'entusiasmo della guerra nei loro paesi e iniziarono a sostenere apertamente la partecipazione, la SYI continuò a fornire alle associazioni giovanili socialiste nei paesi in guerra volantini, manifesti e il suo nuovo giornale - Youth International - spesso usando mezzi illegali per distribuire loro dall'ufficio provvisorio di Zurigo, mantenendo così la voce della solidarietà internazionale in quel momento difficile.
Dopo la fine della prima guerra mondiale, apparve un'altra sfida: una scissione nel SYI dopo la fondazione dell'Internazionale della Gioventù Comunista (CYI) nel 1919 a Mosca. Fortemente orientato al COMINTERN, il CYI non rappresentava gli ideali del movimento giovanile socialista internazionale, fondato formalmente nel 1921. L'idea di internazionalismo si evolse e si sviluppò, raggiungendo la sua maturità negli anni '20, quando gli incontri di giovani socialisti di diversi paesi diedero occasioni per lo scambio di opinioni sui problemi sociali ed economici più urgenti dell'epoca. La guerra o, meglio, l'opposizione ad essa rimaneva una delle questioni più importanti – il punto centrale era: "Mai più la guerra!"
Tuttavia, si stava avvicinando un'altra era di forti sfide. Nel 1925 il SYI ebbe il suo primo doloroso incontro con il fascismo in Europa quando la sua organizzazione membro italiana fu costretta ad interrompere le proprie attività dal movimento fascista italiano guidato da Benito Mussolini. Otto anni dopo, l'acquisizione dei nazionalsocialisti in Germania, uno dei paesi chiave del movimento giovanile socialista, costrinse il SYI a spostare il suo ufficio di Berlino a Praga. Il SYI ritenne necessario sfidare l'ideologia nazionalsocialista, sottovalutandone però il potere di imposizione e il potenziale distruttivo. Infine, l'attacco della Germania di Hitler alla Polonia il 1º settembre 1939 portò all'ultimo capitolo del SYI.
Anche se le attività del SYI rimasero inattive durante gli anni della guerra, i nazionalsocialisti non riuscirono ad eliminare l'idea del movimento giovanile socialista internazionale. La speranza di un nuovo inizio, rimasta in tempo di guerra, si realizzò nel secondo dopoguerra: con il primo congresso dei giovani socialisti del dopoguerra, il 30 settembre 1946 a Parigi, nacque l'Unione Internazionale della Gioventù Socialista (IUSY). Tuttavia, l'eccessivo confronto di potere tra Oriente e Occidente, basato sulle differenze nelle ideologie del dopoguerra, colpì duramente l'organizzazione, provocandone ripetute fratture. Infine, il ramo influenzato dal comunismo, noto come Federazione Mondiale della Gioventù Democratica (WFDY), si separò dallo IUSY.
Tra i principali obiettivi durante il dopoguerra, IUSY si prefiggeva di superare l'eurocentrismo della sua organizzazione precedente e di assicurare la propria presenza in tutti i continenti. Il suo coinvolgimento sulla scena globale si basava su forti impegni politici: decolonizzazione, lotta per l'uguaglianza e il rispetto dei diritti umani, dedizione alla costruzione della pace e della democrazia e difesa della cooperazione regionale. All'inizio degli anni '50, IUSY comprendeva 73 organizzazioni membri di 50 paesi su cinque

## Organizzazioni aderenti

### Africa
- Algeria — Jeunesse du Front des Forces Socialistes
- Angola — Juventude do Partido - MPLA
- Botswana — Botswana National Front Youth League
- Camerun — Social Democratic Front - Youth
- Capo Verde — Juventude do Partido Africano da Independencia de Cabo Verde
- Costa d'Avorio — Jeunesse du Front Populaire Ivoirien
- Gabon — Union des Jeunesses Joseph Rendjambe
- Gambia — Youth of the United Democratic Party
- Mali — Jeunesse ADEMA/P.A.S.J.
- Marocco — Jeunesse Ittihadia
- Mozambico — FRELIMO-Youth
- Niger — Organisation de Jeunesse du Taraya
- Senegal — Mouvement National des Jeunesses Socialistes
- Sudafrica — African National Congress Youth League
- eSwatini — Swaziland Youth Congress
- Sahara Occidentale -UJSARIO

### America
- Argentina — Franja Morada
- Argentina — Juventud Partido Socialista
- Argentina — Juventud Radical
- Barbados — League of Young Socialists of the Barbados Labour Party
- Bolivia — Juventud del Movimiento de la Izquierda Revolucionaria
- Bolivia — Juventud Movimiento Bolivia Libre
- Brasile — Juventude Socialista-PDT
- Canada — New Democratic Youth of Canada
- Cile — Juventud del Partido por la Democracia
- Cile — Juventud Radical Socialdemócrata de Chile
- Cile — Juventud Socialista de Chile
- Colombia — Organización Nacional de Juventudes Liberales
- Costa Rica — Juventud Liberacionista
- Curaçao — Movementu Antiyas Nobo
- Ecuador — Juventud de Izquierda Democrática
- Giamaica — People's National Party Youth Organisation
- Honduras — Juventud Pinuista
- Messico — Juventud Demócrata, PRD[2]
- Panama — Frente de la Juventud del PRD
- Paraguay — Juventud Revolucionaria Febrerista
- Perù — Juventud Aprista Peruana
- Porto Rico — Juventud del PIP
- Rep. Dominicana — Juventud Revolucionaria Dominicana
- Stati Uniti — Young Democratic Socialists
- Uruguay — Juventud Nuevo Espacio
- Uruguay — Juventud Socialista del Uruguay
- Venezuela — Juventud de Acción Democrática

### Asia
- Bhutan — Youth Organisation of Bhutan
- India — Rashtra Seva Dal
- India — Yuva Janata Dal (Secular)
- Israele — Mishmeret Tse'irah shel Mifleget Ha'Avoda
- Israele — Tse'irei Meretz-Yahad
- Giappone — Social Democratic Party of Japan - Youth Bureau
- Giappone — Young Japanese Socialists
- Kurdistan — Democratic youth union of Iranian Kurdistan (lawan)
- Libano — Progressive Youth Organisation
- Malaysia — Democratic Action Party Socialist Youth
- Mongolia — Mongolian Democratic Socialist Youth Union
- Nepal — Nepal Students Union
- Nepal — Nepal Tarun Dal
- Palestina — Shabibet Fateh
- Filippine — Akbayan! Youth
- Thailandia — Young People for Democracy Movement, Thailand-YPD

### Europa
- Albania — Forumi i Rinisë Eurosocialiste të Shqipërisë
- Albania — Rinisë Socialdemokrate
- Armenia — Armenian Youth Federation
- Austria — Sozialistische Jugend Österreichs
- Austria — Verband Sozialistischer StudentInnen Österreichs
- Azerbaigian — Social Democratic Youth Organisation of Azerbaijan
- Bielorussia — MSD Maladaja Hramada
- Belgio — Animo
- Belgio — Mouvement des Jeunes Socialistes
- Bosnia ed Erzegovina — Forum mladih SDP BiH
- Bulgaria — Balgarska Socialističeska Mladezhka
- Bulgaria — Evropejska Ljava Mladezhka Alternativa
- Croazia — Forum mladih SDP
- Croazia — Socijaldemokratska studentska unija Hrvatske
- Cipro — Neolea Sosialdimokraton
- Danimarca — Danmarks Socialdemokratiske Ungdom
- Estonia — Noored Sotsiaaldemokraadid
- Finlandia — Sosialdemokraattiset Opiskelijat
- Finlandia — Sosialdemokraattiset Nuoret
- Francia — Mouvement des Jeunes Socialistes
- Germania — Jusos in der SPD
- Germania — Sozialistische Jugend Deutschlands - Die Falken
- Georgia — Young Socialists of Georgia
- Grecia — Neolaia PASOK
- Groenlandia — Siumut Youth
- Irlanda — Labour Youth
- Irlanda del Nord — SDLP Youth
- Islanda — Samband ungra jafnaðarmanna
- Fær Øer — Sosialistiskt Ungmannafelag
- Italia — Federazione dei Giovani Socialisti
- Italia — Giovani Democratici
- Lettonia — Jaunatnes Sociāldemokrātiskā Savienība
- Lituania — Lietuvos socialdemokratinio jaunimo sąjunga
- Lussemburgo — Jeunesses Socialistes Luxembourgeoises
- Macedonia del Nord — Socijaldemokratskata mladina na Makedonija
- Malta — Labour Youth Forum
- Norvegia — Arbeidernes ungdomsfylking
- Paesi Bassi — Jonge Socialisten in de PvdA
- Polonia — Federacji Młodych Socjaldemorkatów
- Polonia — Federacja Młodych Unii Pracy
- Portogallo — Juventude Socialista
- Regno Unito — Labour Students
- Regno Unito — Young Labour
- Rep. Ceca — Mladí Sociální Demokraté
- Romania — Tineretul Social Democrat
- Romania — Organizatia de Tineret a Partidului Democrat
- San Marino — Area Giovani Socialisti Sammarinesi
- Serbia — Demokratska omladina
- Serbia — Socijaldemokratska omladina
- Slovacchia — Mladí sociálni demokrati
- Slovenia — Mladi forum Socialnih Demokratov
- Spagna — Juventudes Socialistas de España
- —  Catalogna — Joventut Socialista de Catalunya
- Svezia — Socialdemokratiska Studentförbundet
- Svezia — Sveriges Socialdemokratiska Ungdomsförbund
- Svizzera — Gioventù Socialista Svizzera
- Ungheria — Societas - Új Mozgalom
- Ungheria — Szociáldemokrata Ifjúsági Mozgalom

### Oceania
- Australia — Australian Young Labor
- Nuova Zelanda — New Zealand Young Labour
- Figi — Fiji Labour Party - Youth

### Osservatori
- Argentina — Youth of Frente Grande
- Benin — Jeunesse Parti Social Democrate
- Benin — Jeunesse ASD
- Birmania — All Burma Students League
- Bosnia ed Erzegovina — SNSD Youth League
- Burkina Faso — Youth of the Jeunesse du Parti pour la Democratie et le Progresse/Parti Socialiste
- Colombia — Youth of the Colombian Liberal Party
- Cipro — Democratic Movement of Cypriot Students (AGONAS)
- Eritrea — National Union of Eritrean Youth and Students
- Guinea-Bissau — Juventude Africana Amilcar Cabral
- Guinea Equatoriale — Convergencia para la Democracia Social
- Guyana — Working People's Alliance Youth
- Mali — Union de la Jeunesse Rassemblement Pour le Mali
- Montenegro — Socijaldemokratska omladina Crne Gore
- Palestina — General Union of Palestine Students
- Russia — Rossijskij social-demokraticheskij sojuz molodjozhi
- Russia — Young Social Democrats of Russia (MSDR)
- Serbia — Lige Socijaldemokratske Vojvođanske Omladine
- Tibet — Tibetan Youth Congress
- Turchia — Youth of the Democratic People's Party (DEHAP)
- Ucraina — Social Democratic Perspective
- Ucraina — Union of Young Socialists (SMS)
- Uganda — Young Democrats
- Venezuela — Juventud del Movimiento al Socialismo

### Membri associati
- Young European Socialists

## Presidenti
- 1945 Matteo Matteotti (Italia)
- 1946 Bob Molenaar (Belgio)
- 1948 Peter Strasser (Austria)
- 1954 Nath Pai (India)
- 1960 Kyi Nyunt (Birmania)
- 1966 Wilbert Perera (Ceylon)
- 1969 Luis A. Carello (Argentina)
- 1971 Raphael Albuquerque (Repubblica Dominicana)
- 1973 Luis Ayala (Cile)
- 1975 Jerry Svensson (Svezia)
- 1977 Alejandro Montesino (Cile)
- 1979 Hilary Barnard (Regno Unito)
- 1981 Milton Colindres (El Salvador)
- 1983 Kirsten Jensen (Danimarca)
- 1985 Joan Calabuig (Spagna)
- 1989 Sven Eric Söder (Svezia)
- 1991 Roger Hällhag (Svezia)
- 1995 Nicola Zingaretti (Italia)
- 1997 Umberto Gentiloni (Italia)
- 1999 Alvaro Elizalde (Cile)
- 2004 Fikile Mbalula (Sudafrica)
- 2008 Jacinda Ardern (Nuova Zelanda)
- 2010 Viviana Piñeiro (Uruguay)
- 2014 Felipe Jeldres (Cile)
- 2016 Howard Lee (Malaysia)
- 2021 Jesús Tapia (Venezuela)

## Segretari generali
- 1946 Per Hækkerup (Danimarca)
- 1954 Kurt Kristiansson (Svezia)
- 1960 Per Aasen (Norvegia)
- 1963 Sture Ericson (Svezia)
- 1966 Jan Hækkerup (Danimarca)
- 1969
- 1971 Jerry Svensson (Svezia)
- 1973 Johan Peanberg (Svezia)
- 1975 Friedrich O.J. Roll (Germania)
- 1977 Owe Fich (Danimarca)
- 1979 Jukka Oas (Finlandia)
- 1981 Bengt Ohlsson (Svezia)
- 1983 Robert Kredig (Germania)
- 1985 Dirk Drijbooms (Belgio)
- 1989 Ricard Torrell (Spagna)
- 1993 Alfredo Remo Lazzeretti (Argentina)
- 1997 Lisa Pelling (Svezia)
- 2001 Enzo Amendola (Italia)
- 2006 Yvonne O'Callaghan (Irlanda)
- 2009 Johan Hassel (Svezia)
- 2012 Beatriz Talegón (Spagna)
- 2014 Evin Incir (Svezia)
- 2016 Alessandro Pirisi (Italia)
- 2021 Bruno Gonclaves (Spagna)

## Congressi IUSY
- 1946 Parigi
- 1948 Lovanio
- 1951 Amburgo
- 1954 Copenaghen
- 1957 Roma
- 1960 Vienna
- 1963 Oslo
- 1966 Vienna
- 1969 Roma
- 1971 Londra (straordinario)
- 1973 Malta
- 1975 Bruxelles
- 1977 Stoccarda
- 1979 Francoforte
- 1981 Vienna
- 1983 Jørlunde (Danimarca)
- 1985 Siviglia
- 1987 Bruxelles
- 1989 Bommersvik (Svezia)
- 1991 Seč (Cecoslovacchia)
- 1993 Montevideo
- 1995 Modena
- 1997 Lillehammer
- 1999 Amburgo
- 2001 Johannesburg
- 2004 Budapest
- 2006 Esbjerg
- 2008 Santo Domingo
- 2010 Bommersvik (Svezia)
- 2012 Asunción (Paraguay)
- 2014 Copenaghen (Danimarca)
- 2021 Panama (America)

## Incontri internazionali
I meeting internazionali sono un'importante tradizione dell'organizzazione giovanile socialista.
- 1952 IUSY Camp Vienna
- 1954 IUSY Camp Liegi
- 1956 IUSY Camp Tampere
- 1959 IUSY Camp Berlino
- 1962 IUSY Camp Copenaghen
- 1965 IUSY Camp Carmel (Israele)
- 1968 IUSY Camp Vierhouten (Paesi Bassi)
- 1974 IUSY Camp Attersee am Attersee (Austria)
- 1977 Internationales Sozialistisches Jugendtreffen Stoccarda
- 1981 Internationales Sozialistisches Jugendtreffen Vienna
- 1985 IUSY Festival Lussemburgo
- 1987 IUSY Festival Valencia
- 1992 IUSY Festival Porto
- 1996 IUSY Festival Bonn
- 2000 IUSY Festival Malmö
- 2003 IUSY Festival Kamena Vourla (Grecia)
- 2006 IUSY Festival Alicante
- 2007 IUSY 100 Celebration Berlino[3]
- 2009 IUSY Festival Zánka Ungheria
- 2011 IUSY Festival Attersee am Attersee (Austria)
- 2014 IUSY Festival Malta (Malta)
- 2014 IUSY World Council Erevan (Armenia)